# Hemesteum deltodon
Hemesteum deltodon là một loài dương xỉ trong họ Dryopteridaceae. Loài này được Baker H. Lév. mô tả khoa học đầu tiên năm 1915.